# 綠在沙田

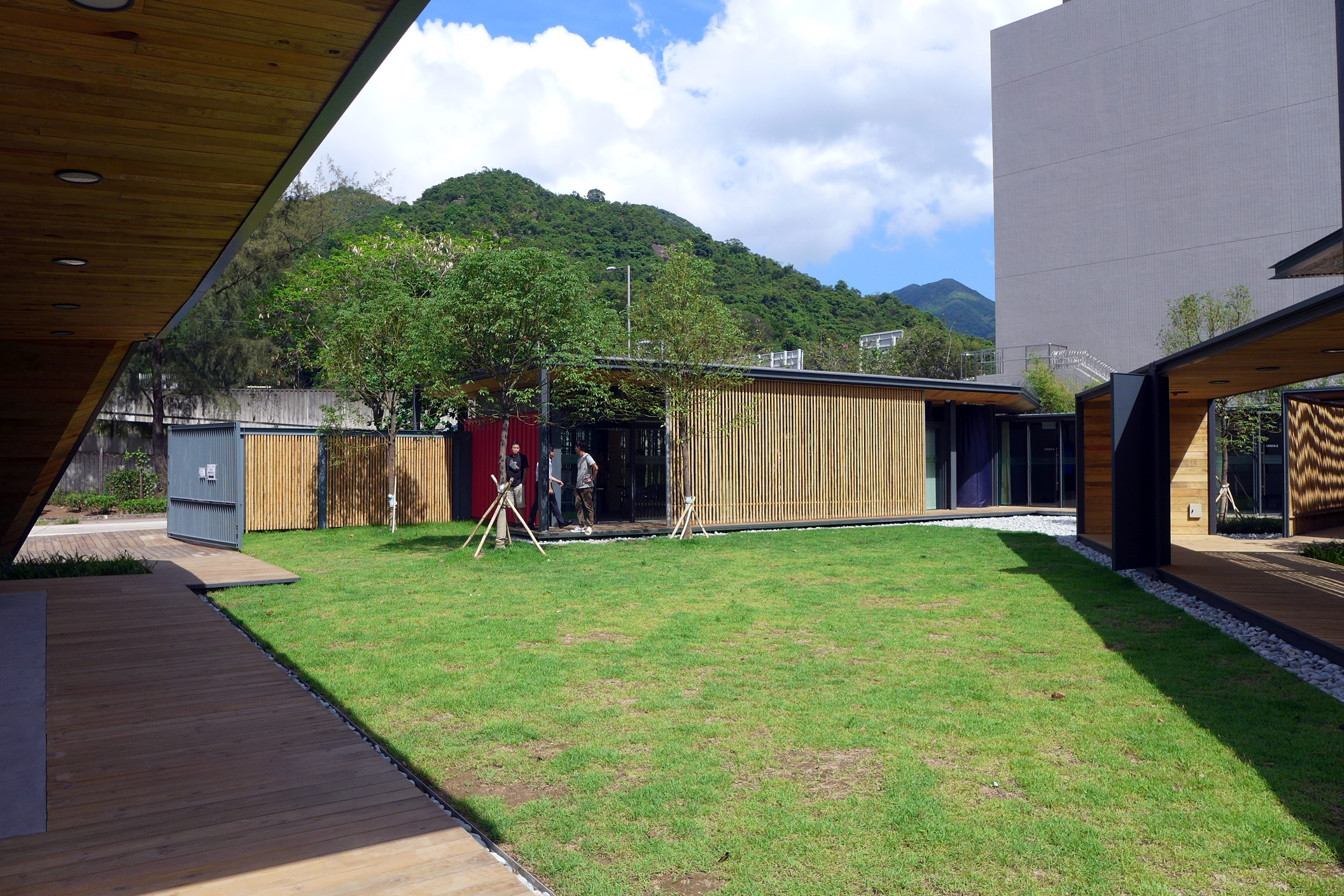
綠在沙田

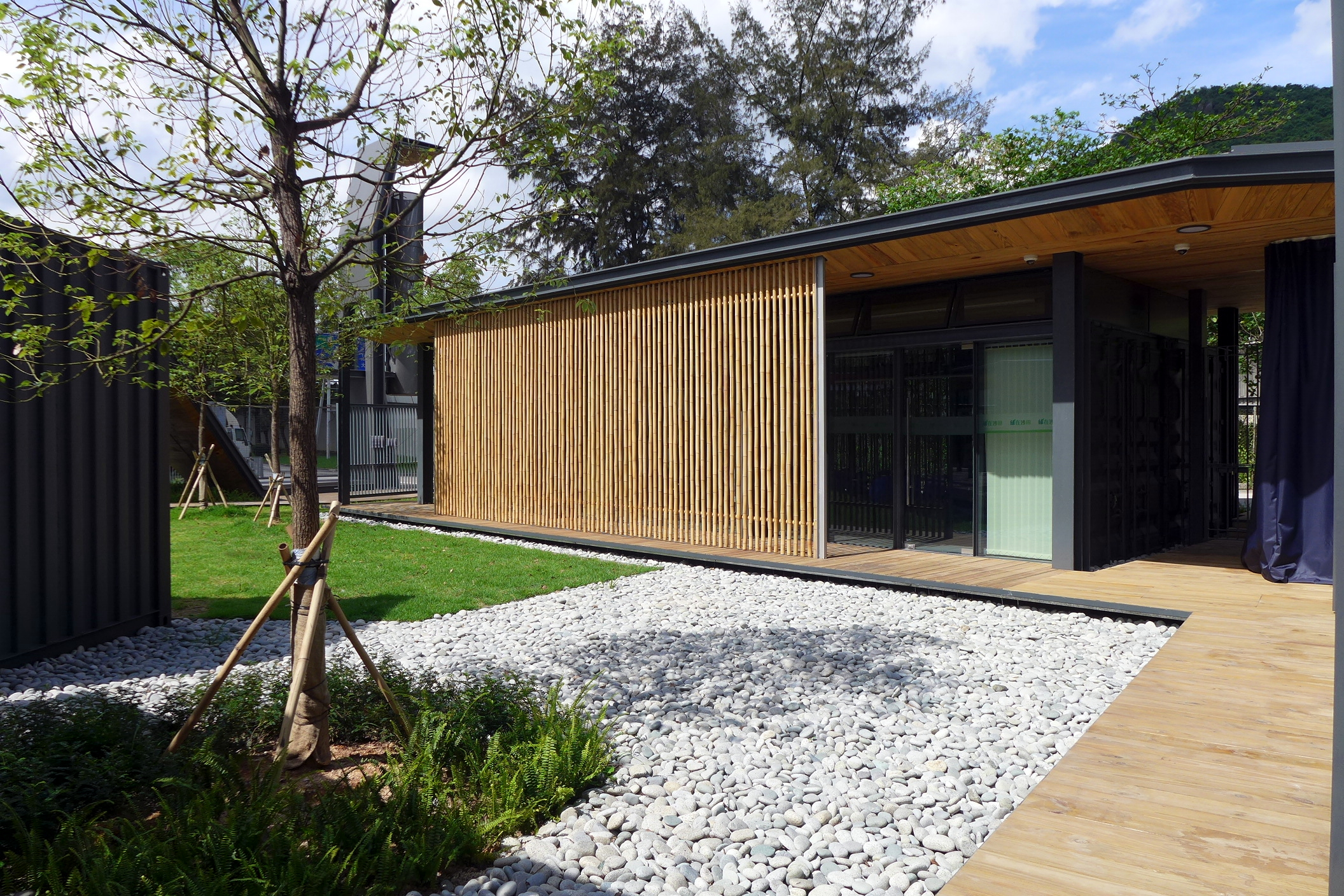
活動室

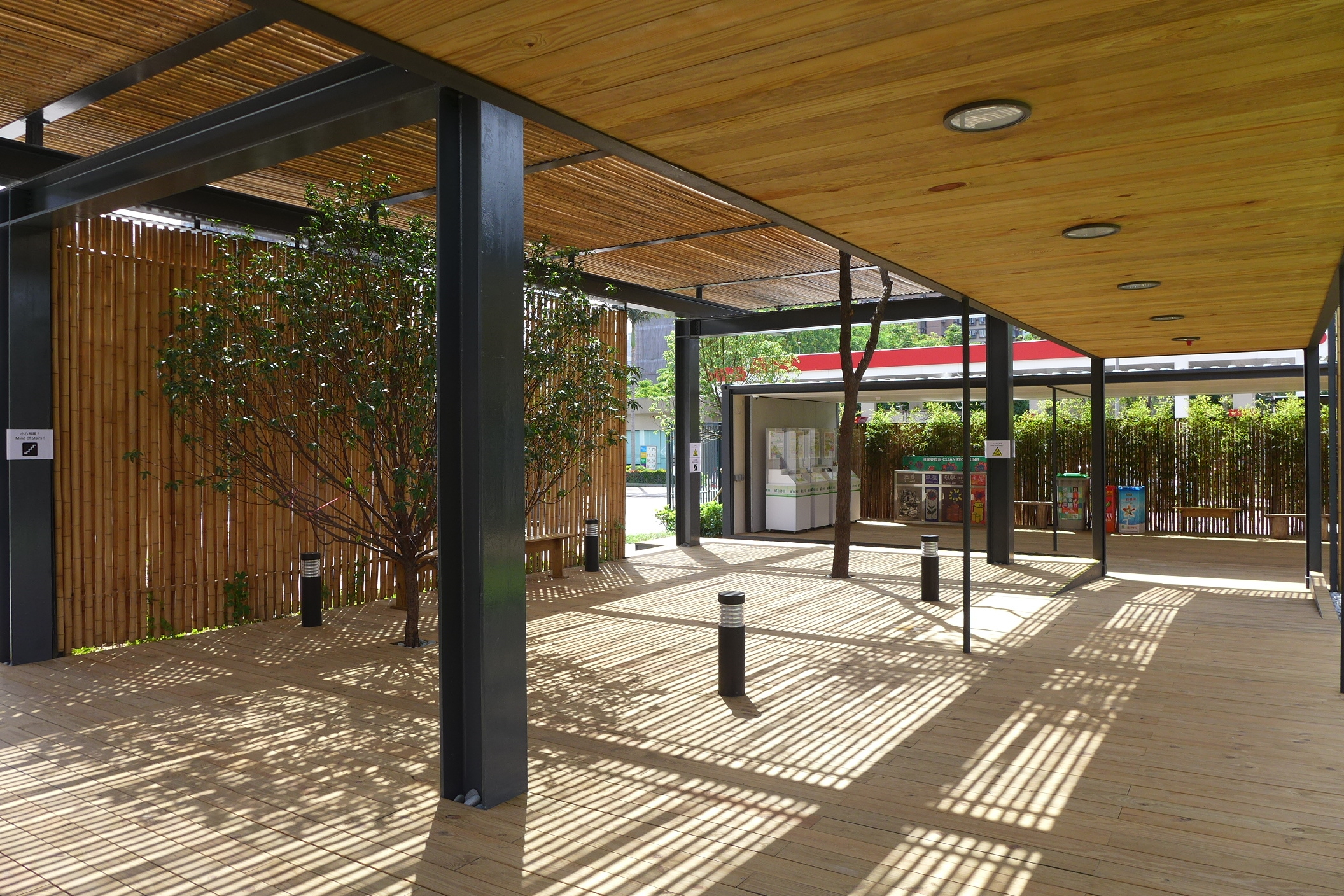
庭園設計以簡約為主，使用大量竹阻擋陽光及減低熱能

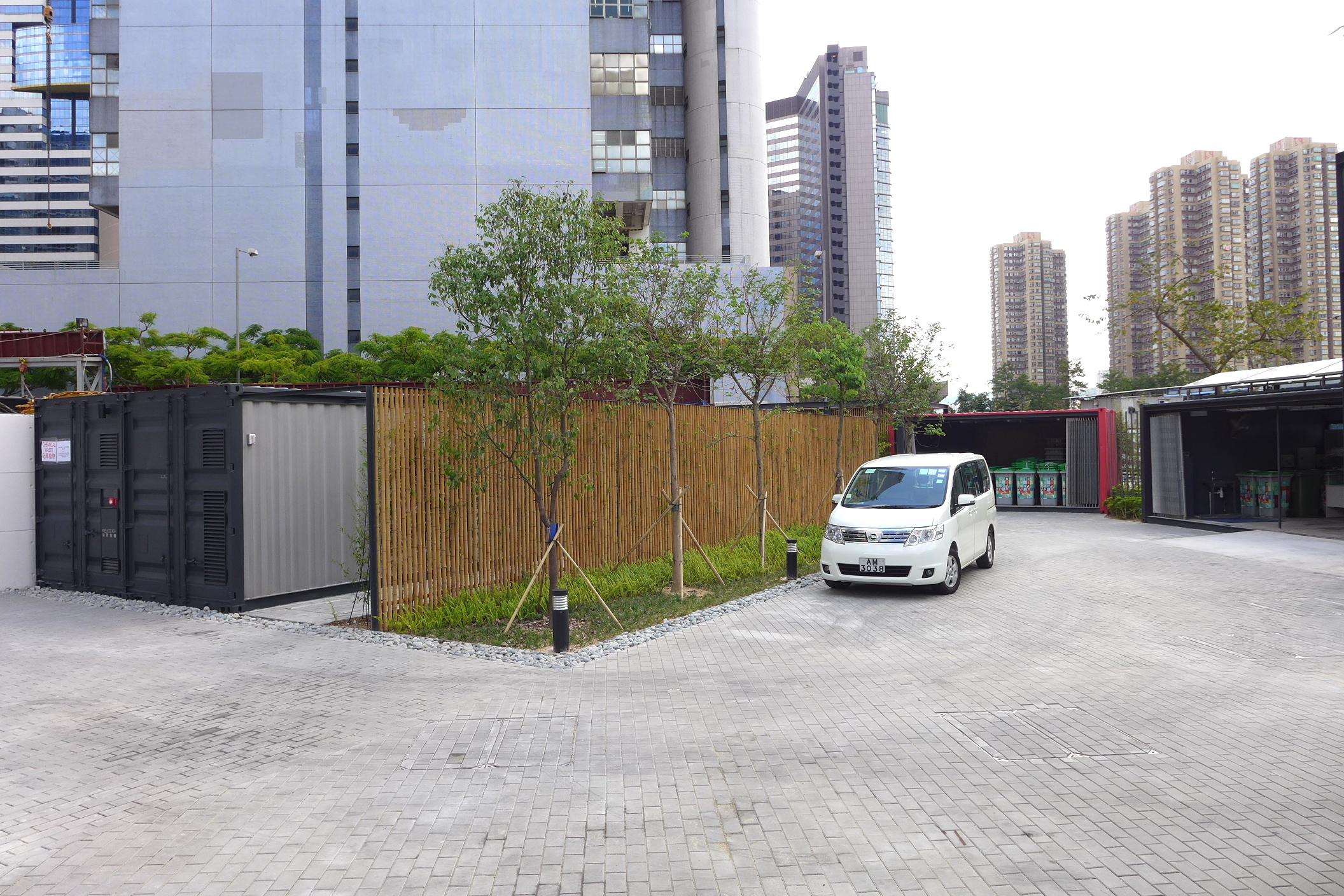
回收站

綠在沙田（英語：Sha Tin Community Green Station）位於香港新界沙田區城河東石門安平街及安心街交界，前身為臨時停車場，佔地16,000平方呎，為全香港首座社區環保站，「綠在區區」之一；於2015年4月月中起朝8晚8營運，主要進行環保教育，並且支援地區減廢，協助社區資源回收電器、慳電膽及玻璃樽等等可回收垃圾。居民除了可以直接前往綠在沙田，亦可以利用隸屬於綠在沙田的一輛環保貨車交付可回收垃圾。環保站已於2015年5月12日對外開放。

## 營運模式
綠在沙田為環境保護署所推展的綠在區區（前稱社區環保站）計劃中的首個落成項目，目前由基督教家庭服務中心10名職員營運，與香港政府的合約為期3年，總值957萬港元，經費全由香港政府承擔。基督教家庭服務中心在試運期間，已與區內超過70個屋苑，機構及學校合作，以回收電器廢物及玻璃樽，並會重點支援社區回收價值不高的可回收物，如慳電膽，光管及充電池等； 並且在屋苑的大廈管理處設置回收箱，及每週在區議員辦事處及社區中心等居民熱點設置約20個流動小型回收站，由旗下的環保貨車每周出動回收一次，再送至綠在沙田，其後轉交至其他回收計劃單位或者環保回收商。此外，基督教家庭服務中心將會邀請社區學校、教會及非牟利團體到訪觀及舉辦講座等，以推廣清潔回收。

## 建築
為了使到綠在沙田能夠融入沙田區及成為社區的一部份，一洗公眾誤以為其是垃圾站而避之則吉，建築署利用了特別的設計建造項目，使其成為具活力的公共空間。整個建築設計以簡約為主，並且盡量應用環保建築科技，以及拼合可回收再用的預製組件建造。綠在沙田以14個舊有貨櫃建造房間及庭園，主要以竹來布置及設計。該些舊有貨櫃並非以一般的貨櫃屋方式組合，而是經過大幅度的改裝，部分被削去整塊表面，部分更只剩餘支架，以造成不規則的特式堆疊。建築署在設計項目時，融會了不少中國傳統及香港文化，包括在中庭花園配合以大簷篷，同時使用大量竹拼合為屏風，用以阻擋陽光及減低熱能。而辦公室的樓底亦特意增高，並且採用對流式窗户以加強通風，協助散熱，以增加空氣對流的效果，從而避免設置空氣調節。而在綠在沙田的中央，除了一幅草皮作出公共空間，種植了一棵桃花，配以竹等形成走廊，以劃分為教育中心及回收中心兩個不同的區隔。其大門就使用一個類似於垃圾槽的金屬筒，裡面種有竹，在晚上燈亮時，就反射出竹的影像，效果猶如走馬燈。

## 歷史
環境保護署於2003年起籌辦綠在沙田項目，涉資2,050萬港元。至2014年3月敲定選址，並且在諮詢沙田區議會後獲得同意，從而推行項目。至2014年5月，環境保護署就綠在沙田的營運公開招標，邀請具備相關經驗的非牟利團體承投營運合約。根據營運合約，營辦團體必須積極籌辦有關於環保教育的宣傳及公眾教育活動，以及支援地區減廢回收工作，連繫物業管理公司、學校及其他機構進作。除了沙田區，環境保護署已經就另外10個同類型的項目諮詢相關的區議會。

## 外部連結
- 綠在沙田的Facebook專頁
- 香港減廢網站 （页面存档备份，存于）